# پیش‌روزنان
پیش‌روزنان (نام علمی: Prostigmata) نام یک راسته از راسته مخملی‌سانان است.